# Samuel Pepys
Samuel Pepys (léase Samuel Pips) (Londres, 23 de febrero de 1633 – Clapham, 26 de mayo de 1703), fue un funcionario naval, político y célebre diarista británico. Es conocido sobre todo por el detallado diario privado que mantuvo entre 1660 y 1669, publicado más de cien años después de su muerte.

## Biografía

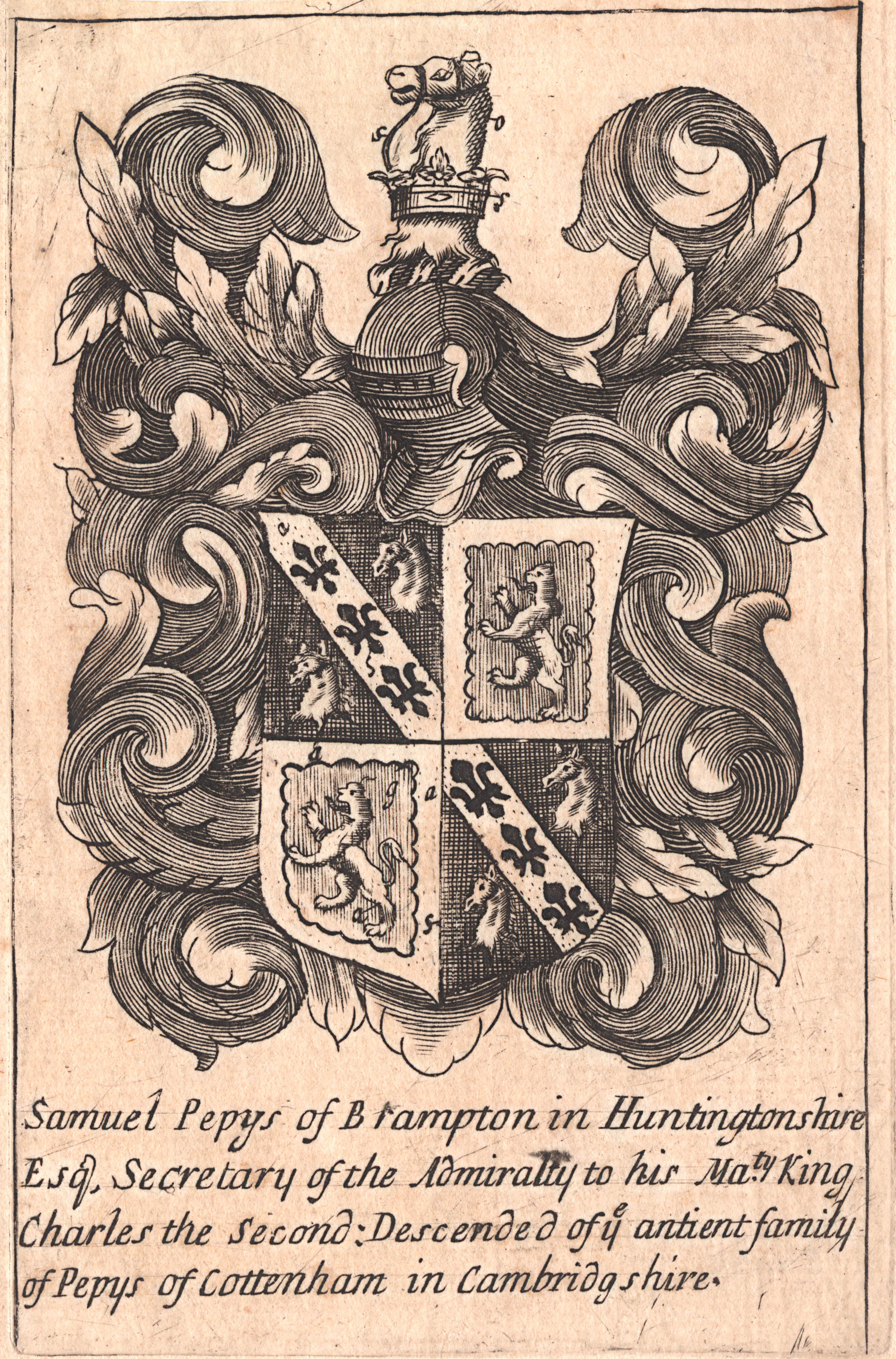
Escudo de armas (c.1680–1690) de Samuel Pepys

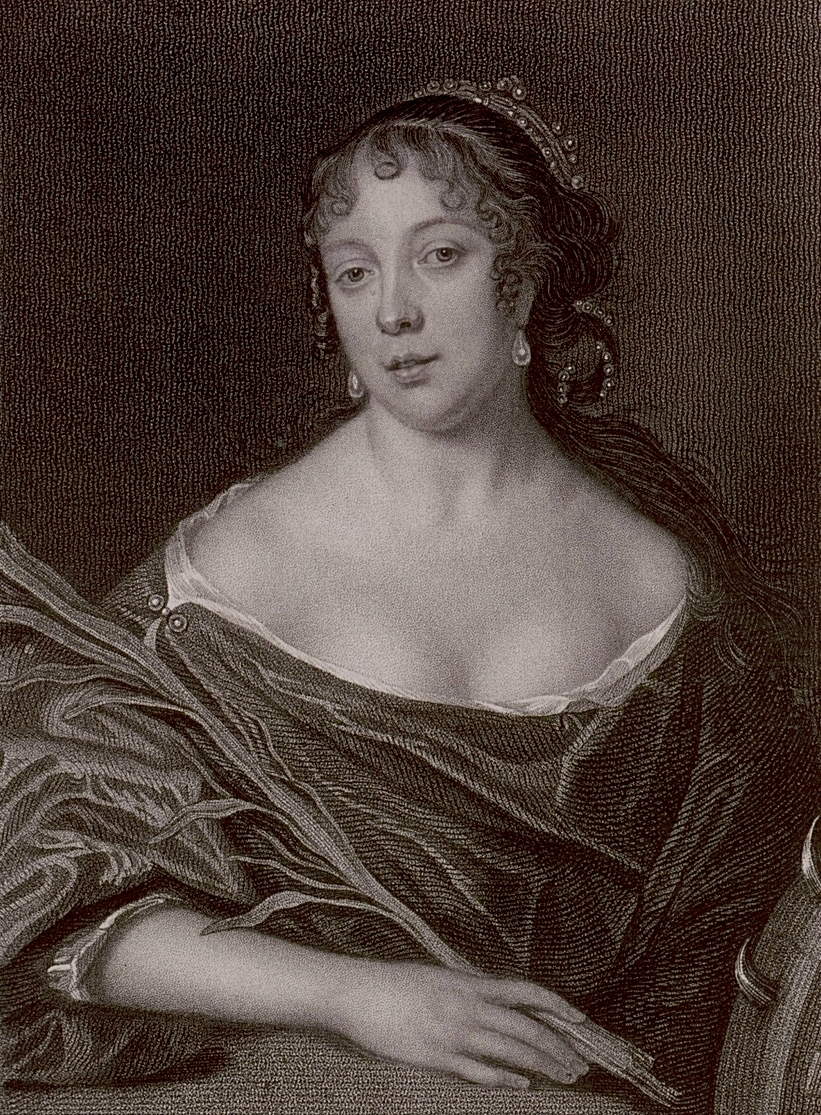
Elisabeth de St Michel, esposa de Pepys. Grabado de James Thomson James, basado en una pintura de 1666 (ahora desaparecida) por John Hayls.

Pepys descendía de la pequeña nobleza rural, aunque de una familia de medios modestos. Su padre, John Pepys, era sastre, y su madre, Margaret, era hija de un carnicero. Pepys fue el quinto de once hijos, pero la mortalidad infantil era tan alta en aquella época que pronto se convirtió en el mayor de sus hermanos. Sir Richard Pepys (un primo hermano de su padre) fue elegido diputado por Sudbury en 1640, nombrado barón de Hacienda en 1654, y designado Presidente del Tribunal Supremo de Irlanda en 1655.
Poco después de graduarse en letras en la Universidad de Cambridge, Pepys entró a trabajar en el gobierno británico a las órdenes de Sir George Downing. Las relaciones de Pepys con Downing no fueron muy buenas, así que con la llegada de la Restauración en 1660 Pepys aceptó la oferta que Lord Sandwich, pariente lejano suyo, le hizo para entrar a su servicio en el Almirantazgo. Acompañó al mismo en la expedición naval que partió en 1660 a Holanda para escoltar a Carlos II de vuelta a Inglaterra. Su actitud y habilidad como administrador durante la travesía agradaron al nuevo monarca y su patrón Lord Sandwich no tuvo gran problema para conseguir para Pepys un cargo de controlador en la alta administración del almirantazgo pese a que Pepys carecía de toda experiencia marítima.
Se casó con Elisabeth de Saint Michel (descendiente de franceses hugonotes inmigrantes, que contaba entonces con 14 años de edad), primero en una ceremonia religiosa el 10 de octubre de 1655, y más tarde en una ceremonia civil en el 1 de diciembre de 1655 en la Iglesia de Saint Margaret.
Enfermedad
Desde muy joven, Pepys, como otros miembros de su familia, sufrió de cálculos en la vejiga urinaria, padeciendo frecuentes dolores y hematuria. En el momento de su matrimonio, su estado era muy grave.
En 1657 decidió someterse a una cirugía, lo que no era una opción fácil, por ser una operación especialmente dolorosa y llena de peligros. El 26 de marzo de 1658, la operación se llevó a cabo y la piedra fue eliminada con éxito, por lo que decidió celebrar una fiesta en cada aniversario de la operación, lo que hizo durante varios años. Sin embargo, hubo efectos a largo plazo de la operación. La incisión en la vejiga se abrió de nuevo al final de su vida, y el procedimiento pudo haberle dejado estéril, aunque no hay evidencia directa de esto, ya que no tenía hijos antes de la operación.
Diario

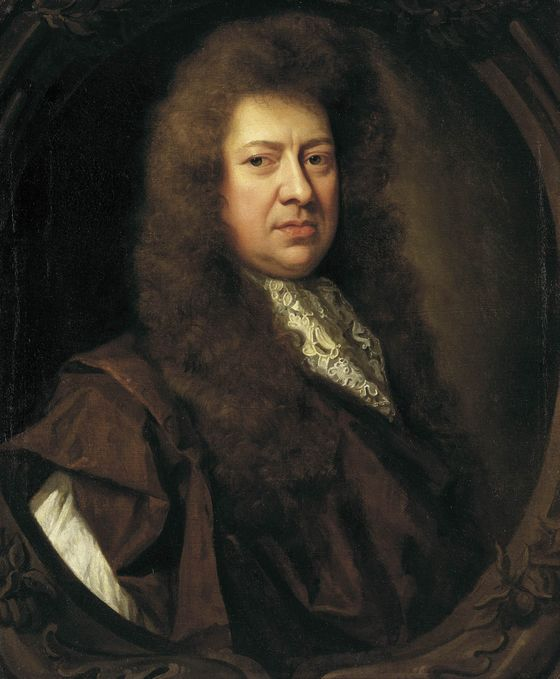
Samuel Pepys pintado por Sir Godfrey Kneller en 1689

Su diario, escrito entre 1660 y 1669, relata su ascenso social dentro de su cargo en el almirantazgo. Gracias a su talento en la administración y a su duro trabajo, consiguió progresivamente diversos cargos añadidos al de controlador, y se granjeó el favor del Lord del Almirantazgo, el futuro Jacobo II de Inglaterra. Cuando concluye su diario, en 1669, Pepys rememora su pobreza al inicio hasta su situación presente, que le permitía disfrutar de lujos tales como un carruaje propio. A la muerte de Carlos II, Jacobo II nombró a Pepys Secretario Principal del Almirantazgo, el más alto cargo administrativo de esa rama del gobierno. Como Secretario Principal, introdujo una serie de medidas que llevarían a modernizar la administración naval, por medio de la reducción de costes y el aumento de su eficacia; tales medidas se extenderían luego al resto del gobierno británico, y sentarían las bases del moderno Servicio Civil británico.
Pepys y su esposa tomaron unas vacaciones en Francia y los Países Bajos entre junio y octubre de 1669; a su regreso, Elisabeth cayó enferma y murió el 10 de noviembre de 1669. Pepys le erigió un monumento en la iglesia de Saint Olave de Hart Street, Londres. Nunca volvió a casarse, pero tenía un ama de casa de mucho tiempo, Mary Skinner, que fue asumida por muchos de sus contemporáneos como su amante, y a veces era citada como la señora Pepys. En su testamento, le dejó una anualidad de 200 libras y muchas de sus posesiones.
Más adelante, se presentaría a las elecciones parlamentarias y obtendría escaños por una serie de circunscripciones, al parecer gracias al apoyo del Rey. Dicho apoyo le granjearía enemistades que acabarían costándole su carrera. Así, con la caída de Jacobo II se vio envuelto en el presunto complot del Duque de York, y fue acusado de jacobita, lo que causó su entrada en prisión, entre 1679 y julio de 1680, aunque fue perdonado y repuesto en su cargo.

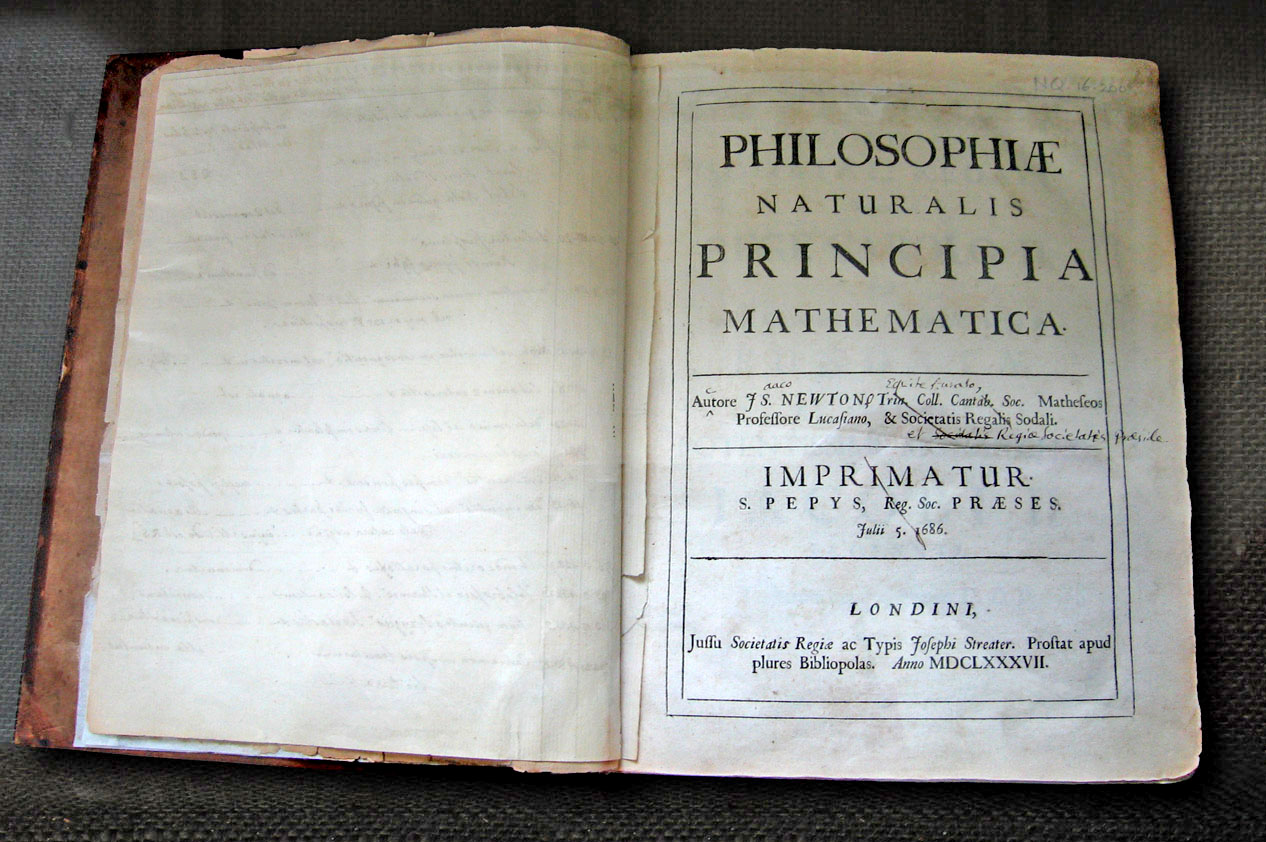
Ejemplar personal de Isaac Newton personal de la primera edición de sus Principia Mathematica, mostrando el nombre de Pepys

Tras su segunda estancia en prisión se retiró de la vida pública, y murió en 1703. Legó a la Universidad de Cambridge su fabulosa biblioteca. En efecto, en vida Pepys fue un ávido bibliófilo, y siempre mostró gran curiosidad por la ciencia.
En la década de 1660 había sido presentado en la Royal Society, de la que pasó a ser miembro y, en el momento culminante de su carrera, fue elegido presidente de ésta. Isaac Newton, con el que se carteaba, publicó en 1687 su Principia Mathematica bajo el imprimatur de Samuel Pepys, por entonces presidente de la Royal Society. Hay un problema de probabilidad, llamado el "problema de Newton-Pepys", que surgió de la correspondencia entre ambos, acerca de si es más probable sacar con una tirada al menos un seis con seis dados; o sacar al menos dos seises con doce dados. Se ha observado recientemente que, si bien el consejo de juego que Newton dio a Pepys era correcto, el argumento lógico utilizado era poco sólido.
La isla de Pepys, isla fantasma que figuró en mapas de Suramérica hasta fines del siglo XVII, fue nombrada en su honor.

## Obra literaria

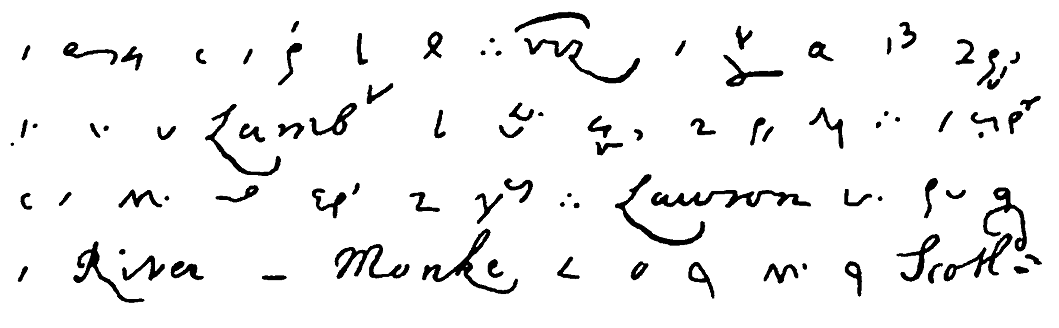
Facsímil de una parte de la primera entrada del diario

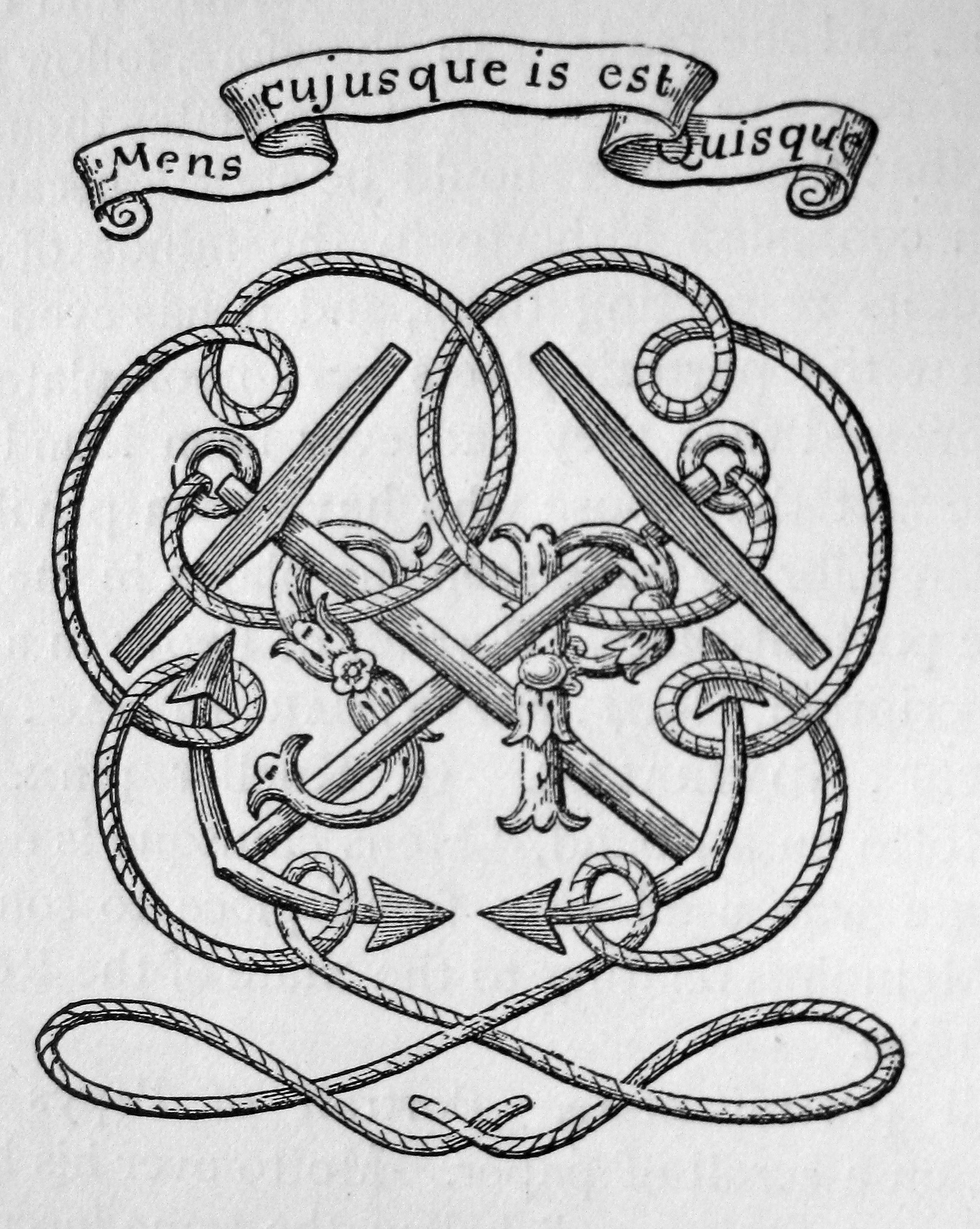
Emblema de Samuel Pepys. El lema reza "Mens cujusque is est Quisque" – "La Mente Hace al Hombre"

El diario de Samuel Pepys es una de las fuentes primarias más importantes del período de la Restauración inglesa. Suministra una fascinante combinación de revelaciones personales y relatos presenciales de grandes acontecimientos, como la Gran Peste de 1665 y el Gran Incendio de Londres en 1666, pero también las intrigas cortesanas o los pormenores de la guerra contra Holanda; de gran valor además son sus coloridas y pormenorizadas descripciones de la vida cotidiana de la época de la Restauración y de su propia existencia doméstica. El diario fue descifrado, ya que se hallaba copiado taquigráficamente, y parcialmente publicado por John Smith en 1825, pero no fue hasta 1893 cuando se publicó en su totalidad.

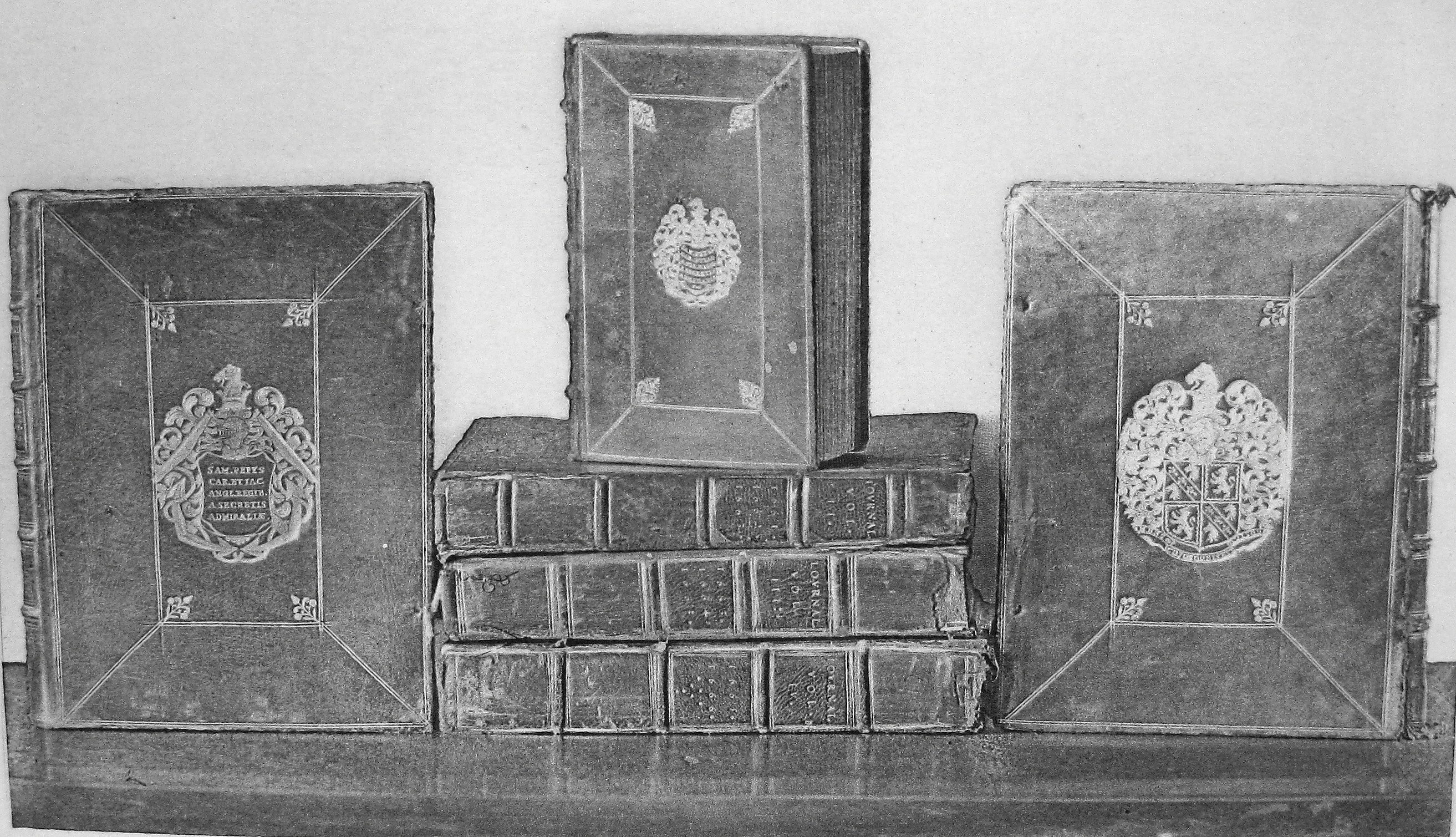
Los seis volúmenes del diario manuscrito

Este registro de una década de la vida de Pepys es más de un millón de palabras de largo y es a menudo considerado como el diario más famoso de Gran Bretaña. De hecho, Pepys ha sido llamado el mayor cronista de todos los tiempos. Esto es debido a su franqueza por escrito acerca de sus propias debilidades y a la precisión con la que registra los eventos de la vida diaria británica y los principales acontecimientos del siglo XVII. Pepys escribe sobre la corte contemporánea, sobre el teatro (incluyendo sus asuntos amorosos con las actrices), su familia y los principales acontecimientos políticos y sociales.
A día de hoy, los historiadores siguen utilizando su diario para lograr un mayor conocimiento y comprensión de la vida en Londres en el siglo XVII. Pepys escribió constantemente sobre temas tales como finanzas personales, la hora a la que se levantaba por la mañana, el tiempo y lo que comía.
Aparte de las actividades cotidianas, Pepys también comentaba los acontecimientos significativos y turbulentos de su nación. Cuando comenzó a escribir su diario, Inglaterra estaba en pleno desorden. Oliver Cromwell había muerto pocos años antes, dando paso a un período de disturbios civiles y a un gran vacío de poder que necesitaba ser llenado. A pesar de que había sido un firme partidario de Cromwell, Pepys se convirtió a la causa realista a la muerte del Protector. Como tal, estaba en el barco que trajo a Carlos II a Inglaterra. Pepys proporciona un relato de primera mano de los grandes acontecimientos de la década, como la coronación del rey Carlos II y la Restauración de la monarquía británica en el trono. Pepys no planeaba que otros ojos vieran su diario, lo que se evidencia por el hecho de que escribió en taquigrafía, y muchas veces empleaba códigos más crípticos (utilizando palabras basadas en el español, el francés o el italiano) cuando escribía sobre sus asuntos ilícitos. Como tal, los lectores del diario tienen ante sí una vista completa de un alma humana compleja: lo bueno y lo malo.
Las mujeres a las que cortejó, sus amigos, y sus relaciones están expuestos. Su diario revela sus celos, inseguridades, preocupaciones triviales, y su relación con su esposa. Es una imagen detallada de Londres en la década de 1660. La yuxtaposición de sus comentarios sobre la política y eventos nacionales, junto con el plano personal, se puede ver desde el principio.
Además de proporcionar una crónica de primera mano de la Restauración, el diario de Pepys es notable por sus relatos detallados de varios otros eventos importantes de la década de 1660, junto con el menos conocido Diario de John Evelyn. En particular, como ya se ha señalado, es una valiosísima fuente para el estudio de la segunda guerra anglo-neerlandesa de 1665-7, la Gran Peste de 1665, y el Gran Incendio de Londres en 1666. En relación con la peste y el fuego, Robert Latham (el compilador de la edición definitiva del Diario), comentó que: "Sus descripciones de ambos hechos —agónicamente vívidos— logra su efecto por ser algo más que la presentación de informes superlativos; (...) que se escriben con compasión. Como siempre con Pepys, son las personas, no los efectos literarios, la cuestión principal".  El endoso de Pepys fue valorado por sus contemporáneos.  Por ejemplo, Thomas Phelps dedicó su libro a Pepys, por haberle este último presentado al rey.
Pepys dejó de escribir su diario en 1669. Su vista comenzó a darle problemas y temía que la escritura con luz tenue estuviese dañando sus ojos. Al final, los temores de Pepys eran injustificados y vivió otros 34 años sin ir a ciegas, pero nunca retomó la escritura de su diario de nuevo. Sin embargo, dictó un diario durante dos meses en 1669-70 como un registro de sus transacciones con los Comisarios de Cuentas en ese período. También mantuvo un diario durante unos meses en 1683 cuando, como el funcionario de más alto rango en la Armada, fue enviado a Tánger (Marruecos), durante su evacuación por los ingleses.